# Mbala

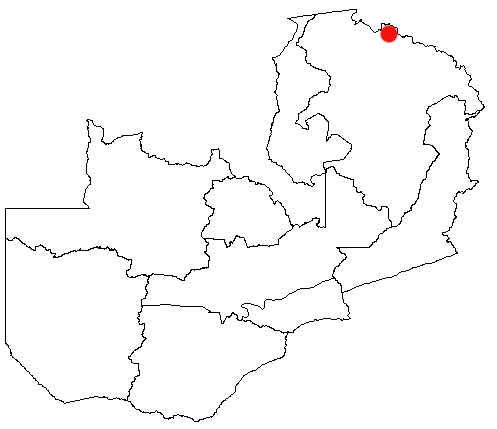
Mbalas läge i Zambia.

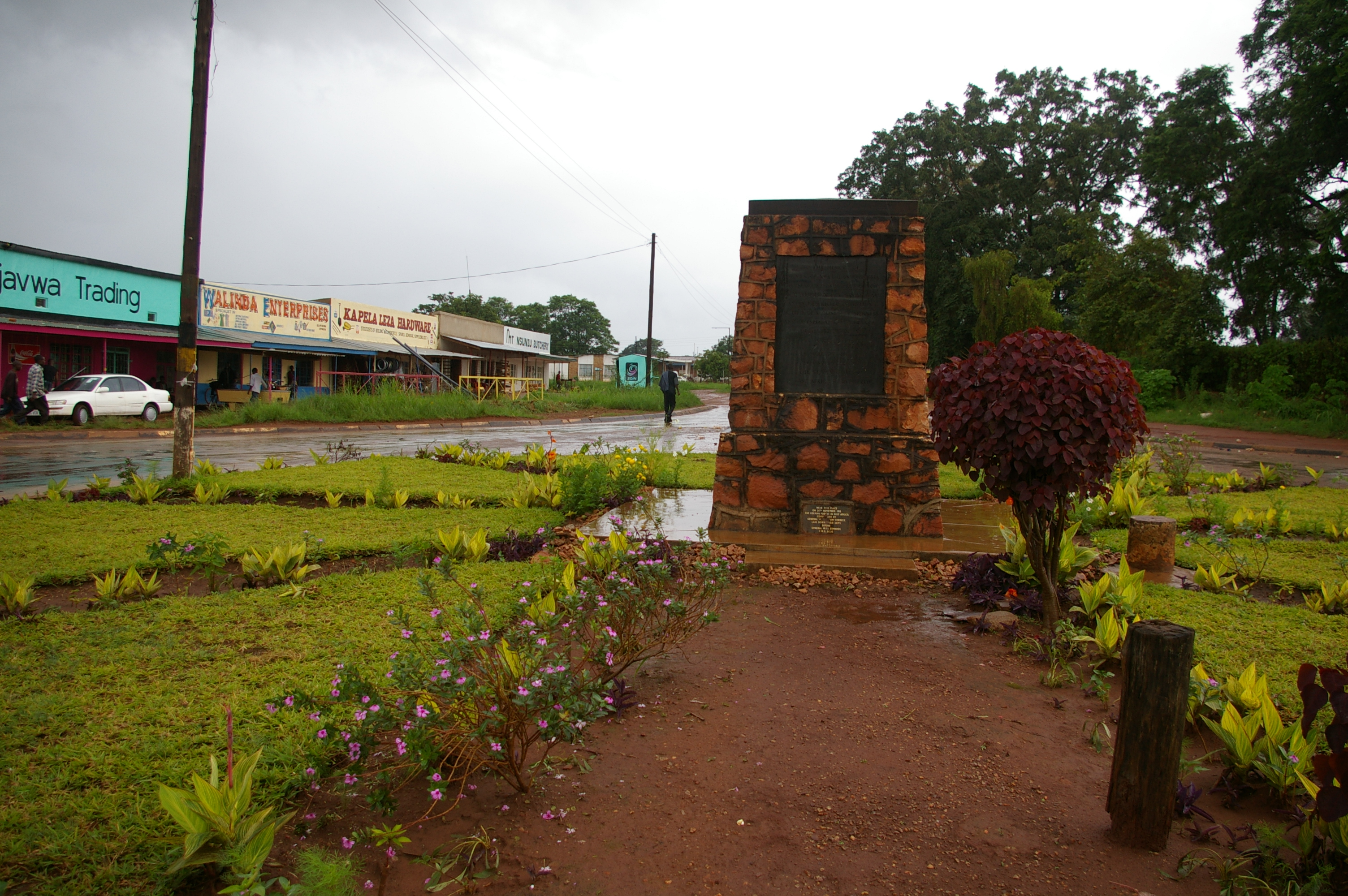
Minnesmonument i Mbala, på platsen där Paul von Lettow-Vorbeck formellt kapitulerade vid första världskrigets slut.

Mbala är en stad i Northern Province i norra Zambia, i bembafolkets traditionella hemland, nära gränsen till Tanzania, 40 kilometer sydöst om sydspetsen av Tanganyikasjön. Folkmängden uppgick till 24 010 invånare vid folkräkningen 2010. Under brittiska kolonialtiden hette staden Abercorn, men efter Zambias självständighet 1964 bytte man tillbaka till Mbala. I dåvarande Abercorn kapitulerade den tyske generalmajoren Paul von Lettow-Vorbeck till britterna efter första världskriget. 

## Historik

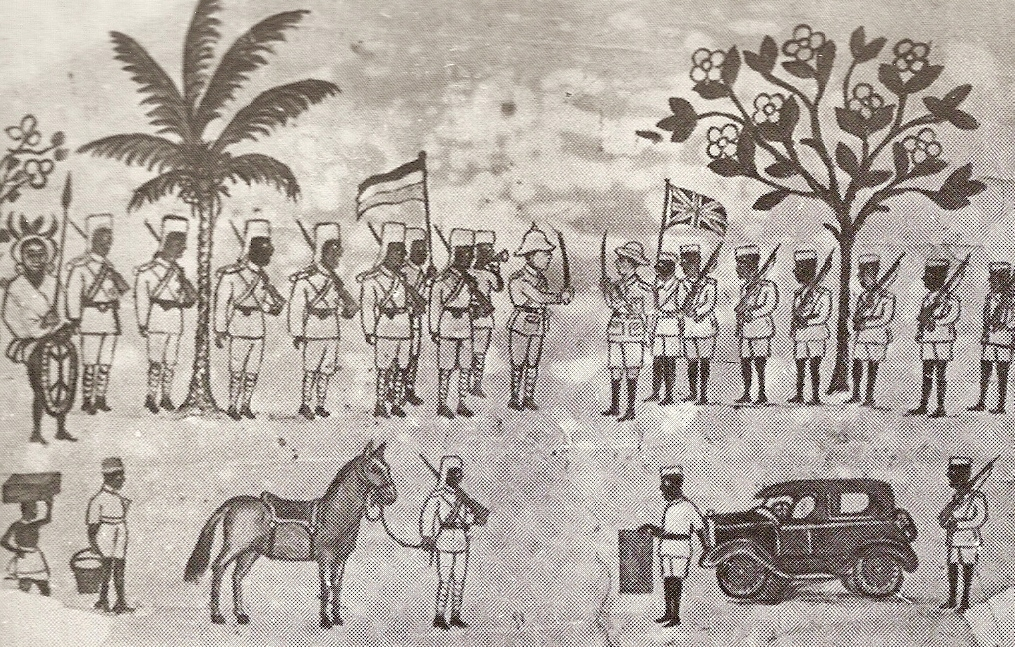
Teckning som föreställer när Paul von Lettow-Vorbeck, befälhavaren i Tyska Östafrika, kapitulerar till britterna vid Abercorn, nuvarande Mbala.

Orten etablerades 1893[källa behövs] som ett kolonialt nybyggarsamhälle. 1895 tog British South Africa Company över administrationen av området, som kallades Nordöstra Rhodesia, och gav staden namnet Abercorn.
Efter vapenstilleståndet mellan Tyskland och ententen efter första världskriget överlämnade sig den tyske generalmajoren Paul von Lettow-Vorbeck 14 november 1918 till den brittiske generalen Edwards i Abercorn. von Lettow-Vorbecks styrka bestod av 30 officerare och likställda, 125 europeiska soldater och omkring 1 150 askari.
Stadens namn ändrades till Mbala 1964, efter Zambias självständighet.